# Marita Lange
Marita Lange   (Halle, 22 de juny de 1943) és una atleta alemanya de la República Democràtica Alemanya, ja retirada, especialista en el llançament de pes, que va competir durant les dècades de 1960 i 1970.
El 1968 va prendre part en els Jocs Olímpics d'Estiu de Ciutat de Mèxic, on va guanyar la medalla de plata en la prova del llançament de pes del programa d'atletisme. Quatre anys més tard, als Jocs de Múnic fou sisena en la mateixa prova.
En el seu palmarès també destaquen tres medalles al Campionat d'Europa d'atletisme, de plata el 1971 i de bronze el 1966 i 1969. També guanyà tres medalles al Campionat d'Europa d'atletisme en pista coberta, una d'or el 1969, i dues de bronze, el 1968 i 1970. Guanyà els campionats nacionals de la República Democràtica Alemanya de 1970 i 1973, i el de pista coberta de 1973.

## Millors marques
- Llançament de pes. 19,40 metres (1974)[1][4]